# توني تايلور (لاعب كرة قدم أمريكية)
توني تايلور (بالإنجليزية: Tony Taylor)‏ هو لاعب كرة قدم أمريكية أمريكي، ولد في 21 يوليو 1984 في واتكينسفيل في الولايات المتحدة.

## وصلات خارجية
- توني تايلور على موقع مرجع كرة القدم المحترفة.كوم (الإنجليزية)
- توني تايلور على موقع JustSportsStats.com (الإنجليزية)